# جنگ سرد فرهنگی: سیا در عرصه فرهنگ و هنر
جنگ سرد فرهنگی: سیا در عرصه فرهنگ و هنر (به انگلیسی: The Cultural Cold War: The CIA and the World of Arts and Letters) کتابی از فرانسیس استونر ساندرز است که در سال ۱۹۹۹ منتشر شد.